# Plus 55
Plus 55 fue un periódico brasileño fundado en el 2016. Fue una de las primeras publicaciones en traducir las noticias de Brasil al inglés y al francés.
El periódico fue lanzado por Gustavo Riberio y el  en 2016 con temáticas como dinero, vida, ideas y opinión. Su nombre es una referencia al código de país brasileño, +55. 
En su inicio el periódico empezó como una página web escrita en francés y más tarde su cobertura cambió al inglés.

## Reportajes notables
Plus 55 reportaba principalmente de acontecimientos en Brasil. Se hizo famoso a nivel internacional por algunos titulares.

### Accidente de LaMia
La revista de Time entrevistó al equipo de Plus 55 después del accidente del vuelo 2933 de LaMia en Colombia.